# Platja d'Atalis
La platja d'Atalis (no confondre amb Talis, davant de son Bou) està situada a l'illa de Menorca i concretament al sud-est del municipi des Migjorn Gran. És d'arena blanca i forma part dels vuit-cents metres de costa baixa que dona pas a la platja de Son Bou que és la més extensa de Menorca.
Es caracteritza per tenir unes dimensions diminutes i zones de roques sense vegetació, les seves aigües són cristal·lines, amb un fons arenós i zones amb vegetació submarina. L'accés a aquesta platja s'ha de realitzar a peu des de Sant Tomàs, on podem arribar en cotxe i aparcar gratuïtament.